# Cedega
Cedega (anteriormente conocido como WineX) fue un fork no libre (y de pago) de Wine (de cuando la licencia de este último no era LGPL sino licencia X11) desarrollado por TransGaming Technologies.
El programa Cedega está específicamente diseñado para ejecutar juegos de ordenador escritos para Microsoft Windows bajo GNU/Linux. Como tal, su principal objetivo es implementar la API de DirectX.
La comunidad ha conseguido que Wine mantenga contacto con desarrollos en Cedega; bastantes juegos y aplicaciones 3D funcionan tan bien o mejor que al ejecutarlas nativamente bajo Microsoft Windows
WineX fue renombrado a Cedega en la versión 4.0, el 22 de junio de 2004.

## Licencias
A pesar de que Cedega es básicamente software no libre, Transgaming pone a disposición de la comunidad parte del código fuente vía CVS, bajo una mezcla de licencias. Aunque lo hace principalmente para permitir un modo de que gente de fuera del equipo de TransGaming lo vea y envíe correcciones al código, es también usado como un medio para obtener una especie de versión demo de Cedega. Debido a quejas por la dificultad de compilar una versión usable del programa desde el CVS público, y lo desactualizada que estaba esta, TransGaming sacó una demo propiamente dicha. La demo de Cedega daba a los usuarios un período de 14 días de prueba de una versión razonablemente actualizada del producto. Esta demo fue suprimida sin dar ningún motivo y no está claro si volverá a estar disponible en el futuro.
Nótese que mientras las licencias bajo las cuales se publicó el código permiten la redistribución no comercial de versiones de CVS precompiladas del software, TransGaming lo desaconseja duramente, advirtiendo abiertamente que la licencia de secciones de código con copyright de TransGaming se cambiarán si sienten que se está cometiendo un abuso. Transgaming también desaconseja a distribuciones basadas en el código fuente como Gentoo Linux el crear herramientas automáticas para permitir a la gente compilar su propia versión de Cedega desde el CVS público.

## Funcionalidad
Cedega es capaz de ejecutar muchos juegos. En algunos casos la experiencia es exactamente la misma que la de los usuarios de Windows. En otros casos se requiere algo de habilidad por parte del usuario para instalar el juego y que una vez instalado funcione sin fallos que limiten la jugabilidad. Cedega 5.2 introdujo una característica llamada Games Disc Database (GDDB) que simplifica muchas de estas configuraciones y añade autodetección de juego cuando se carga un CD de modo que las configuraciones se realizan automáticamente. En la versión 6 se ha mejorado la compatibilidad con directx 9, el soporte para alsa y se ha mejorado el soporte para algunos juegos.
Una lista básica de características:
- algunos tipos de Copy Protection
- Pixel Shaders 1.4
- Vertex Shaders 1.1
- Shader Model 2.0
- DirectX 9.0c
- soporte para Joystick
- ALSA (Advanced Linux Sound Architecture)

Algunos juegos que funcionan muy bien son:
- Lineage II
- Diablo II
- Warcraft III
- Max Payne y Max Payne 2
- Sacrifice
- Medal of Honour: Allied Assault
- Grand Theft Auto III & Vice City
- Battlefield 1942
- Guild Wars
- World of Warcraft
- Elder Scrolls IV: Oblivion
- Battlefield 2142
- Madden 2007
- Age of empires II
- Starcraft Broodwar

Otros juegos funcionan con algunos problemas menores (puede que necesiten ser ejecutados con una reducida configuración gráfica, por ejemplo):
- Battlefield 2
- Half-Life 2
- Civilization IV
- Star Wars: Jedi Knight: Jedi Academy
- Dark Age of Camelot

Esta no es una lista completa de juegos que funcionen (o que funcionen parcialmente).

## Controversia
Mientras que Cedega es popular entre muchos usuarios de GNU/Linux, una parte considerable de la comunidad de software libre rechaza el uso de este programa. Hay tres razones principales para esto.

### "Vuelta gratis" en el movimiento del software libre
Muchos en la comunidad protestan por las prácticas empresariales de TransGaming de obtener beneficios rápidamente a costa del proyecto Wine, sin dar nada a cambio.  TransGaming se hizo con el código fuente del proyecto Wine original cuando estaba bajo la licencia X11 (no copyleft) y esta licencia no ponía ninguna restricción a la forma en que TransGaming debía licenciar el código.  TransGaming, a diferencia de otras compañías con modelos similares, decidió licenciar su software como software propietario.  TransGaming publica porciones del código vía CVS, sin embargo adjunta restricciones legales las cuales provocan que no sea software libre. Cedega incluye soporte para muchos tipos de CD basados en protección de copia (especialmente SecuROM y SafeDisc), el código por el cual TransGaming dice estar obligado por contrato a no revelar.
Por todo esto, el proyecto Wine cambió su licencia a la GNU Lesser General Public License (LGPL).  Esto significa que cualquiera que publique una versión modificada de Wine tiene que publicar el código fuente bajo una licencia compatible con la licencia LGPL (y en consecuencia software libre).  TransGaming dejó de usar código obtenido de Wine tras el cambio de licencia, sin embargo esto ha vuelto a suceder recientemente con TransGaming integrando ciertas partes LGPL de Wine en Cedega y poniendo esas partes de código en sus servidores públicos.

### Reacción a la inclusión en distribuciones
Cuando algunas distribuciones GNU/Linux, especialmente Debian GNU/Linux y Gentoo, decidieron empaquetar software de TransGaming, TransGaming amenazó con hacer su licencia todavía más restrictiva para evitar esto.
Cita de la licencia de Cedega (en inglés):

"Note that while this license does permit certain kinds of non-commercial distribution of pre-compiled binary packages of Cedega, doing so on a large scale is discouraged, as it affects TransGaming's ability to continue to improve and develop the code. TransGaming reserves the right to change the license under which TransGaming-owned copyright code is made available, and will not hesitate to do so if non-commercial distribution of pre-compiled binary packages adversely affects the financing of continued development."

Cita de la licencia de Cedega (traducción):

"Se informa que mientras que esta licencia permite algunos tipos de paquetes binarios pre-complidados de Cedega en algunas distribuciones no comerciales, hacer esto a gran escala es desleal y afecta la habilidad de TrasGaming para continuar mejorando y desarrollando código. TransGaming se reserva el derecho a cambiar la licencia bajo la cual el código se encuentra disponible y no dudará en hacer esto si las distribuciones no comerciales de archivos binarios pre-compliados afecten el financiamiento del desarrollo continuo."

### Controversia general acerca de las capas de compatibilidad de Win32
Algunos usuarios de GNU/Linux sienten que en el alentador desarrollo de Cedega, se desincentiva el desarrollo de ports nativos de juegos, como aquellos realizados por Loki Software, o incluso títulos exclusivos para GNU/Linux.